# Silnice I/58
Die Silnice I/58 (tschechisch für: „Straße I. Klasse 58“) ist eine tschechische Staatsstraße (Straße I. Klasse). 

## Verlauf
Die Straße zweigt östlich der Stadt Rožnov pod Radhoštěm (Rosenau unter dem Radhoscht) von der Silnice I/35 (Europastraße 442) nach Norden ab, überquert die Mährisch-Schlesischen Beskiden, verläuft weiter durch Frenštát pod Radhoštěm (Frankstadt unter dem Radhoscht) und Kopřivnice (Nesselsdorf) nach Příbor (Freiberg in Mähren). Hier wird die Autobahn D48 (Europastraße 462) gequert. Die Silnice I/58 führt weiter in generell nördlicher Richtung bis zur Südumfahrung von Ostrava (Ostrau) im Zug der Silnice I/11, an der sie in die Silnice II/647 übergeht. Bis zum Jahr 2010 wurde sie über Ostrava hinaus nach Bohumín (Oderberg) und von dort zur polnischen Grenze geführt.
Die Gesamtlänge der Straße beträgt rund 47 Kilometer.